# ناهض بن ثومة الكلابي
ناهض بن ثومة الكلابي شاعر بدويٌّ فارس فصيح، من بادية البصرة. من الشعراء في الدولة العباسية.

## سيرته
هو ناهض بن ثومة بن نصيح بن نهيك بن إمام بن جهضم بن شهاب بن أنس بن ربيعة بن كعب بن أبي بكر بن كلاب بن ربيعة بن عامر بن صعصعة. كان يقدم البصرة فيكتب عنه شعره، وتؤخذ عنه اللغة. روى عنه الرياشي، وأبو سراقة، ودماذ وغيرهم من رواة البصرة.

## أخباره وأشعاره
- كان رجلٌ من بني كعب قد تزوج امرأة من بني كلاب، فنزل فيهم ثم أنكر منها بعض ما ينكره الرجل من زوجته فطلقها، وأقام بموضعه في بني كلاب، وكان لا يزالون يتسخفون به ويظلمونه، وإن رجلاً منهم أورد إبله الماء فوردت إبل الكعبي عليها، فزاحمته، لكنها ألقته على ظهره فتكشف، فقام مغضباً بسيفه إلى إبل الكعبي، فعقر منها عدةً، وجلاها عن الحوض، ومضى الكعبي مستصرخاً بني كلاب على الرجل، فلم يصرخوه، فساق باقي إبله واحتمل بأهله حتى رجع إلى عشيرته، فشكا ما لقى من القوم واستصرخهم، فغضبوا له، وركبوا معه حتى أتوا حلة بني كلاب، فاستاقوا إبل الرجل الذي عقر لصاحبهم، ومضى الرجل فجمع عشيرته، وتداعت هي وكعبٌ للقتال، فتحاربوا في ذلك حرباً شديداً، وتمادى الشر بينهم، حتى تساعى حلماؤهم في القضية، فأصلحوها على أن يعقل القتلى والجرحى، وترد الإبل، وترسل من العاقر عدة الإبل التي عقرها للكعبي، فتراضوا بذلك واصطلحوا، وعادوا إلى الألفة، فقال في ذلك ناهض بن ثومة الكلابي:

- حدثت وقعة كانت بين بني نمير وبني كلاب بنواحي ديار مضر في عالية نجد ، وكانت لكلاب على بني نمير، وأن نميراً استغاثت ببني تميم، ولجأت إلى مالك بن زيد سيد تميم يومئذٍ بديار مضر، فمنع تميماً من إنجادهم، وقال: ما كنا لنلقى بين قيس وخندف دماءً نحن عنها أغنياء، وأنتم وهم لنا أهلٌ وإخوة، فإن سعيتم في صلح عاونا، وإن كانت حمالة أعنا، فأما الدماء فلا مدخل لنا بينكم فيها. فقال ناهض بن ثومة في ذلك:

وكانت بنو كعب قد اعتزلت الفريقين فلم تصب كلابًا ولا نميرًا، فلما ظفرت كلابٌ قال لهم ناهض:
- قال غرير بن ناهض بن ثومة الكلابي: كان شاعر من نمير يقال له: رأس الكبش، قد هاجى عمارة بن عقيل بن بلال بن جرير زماناً، وتناقضا الشعر بينهما مدة، فلما وقعت الحرب بيننا وبين بني نمير قال عمارة يحرض كعباً وكلاباً ابني ربيعة على بني نمير في هذه الحرب التي كانت بينهم، فقال:

فارتحلت بنو كلاب حين أتاها هذا الشعر، حتى أتوا بنو نمير وهم في هضبات يقال لهن واردات، فقتلوا واجتاحوا نميراً، ثم انصرفوا، فقال ناهض بن ثومة يجيب عمارة عن قوله:
- من شعره: